# Dodge Monaco (1990)
Der Dodge Monaco ist ein im Zuge der Übernahme der AMC durch Chrysler umbenannter Eagle Premier, der zwischen 1990 und 1992 gebaut wurde.

## Geschichte

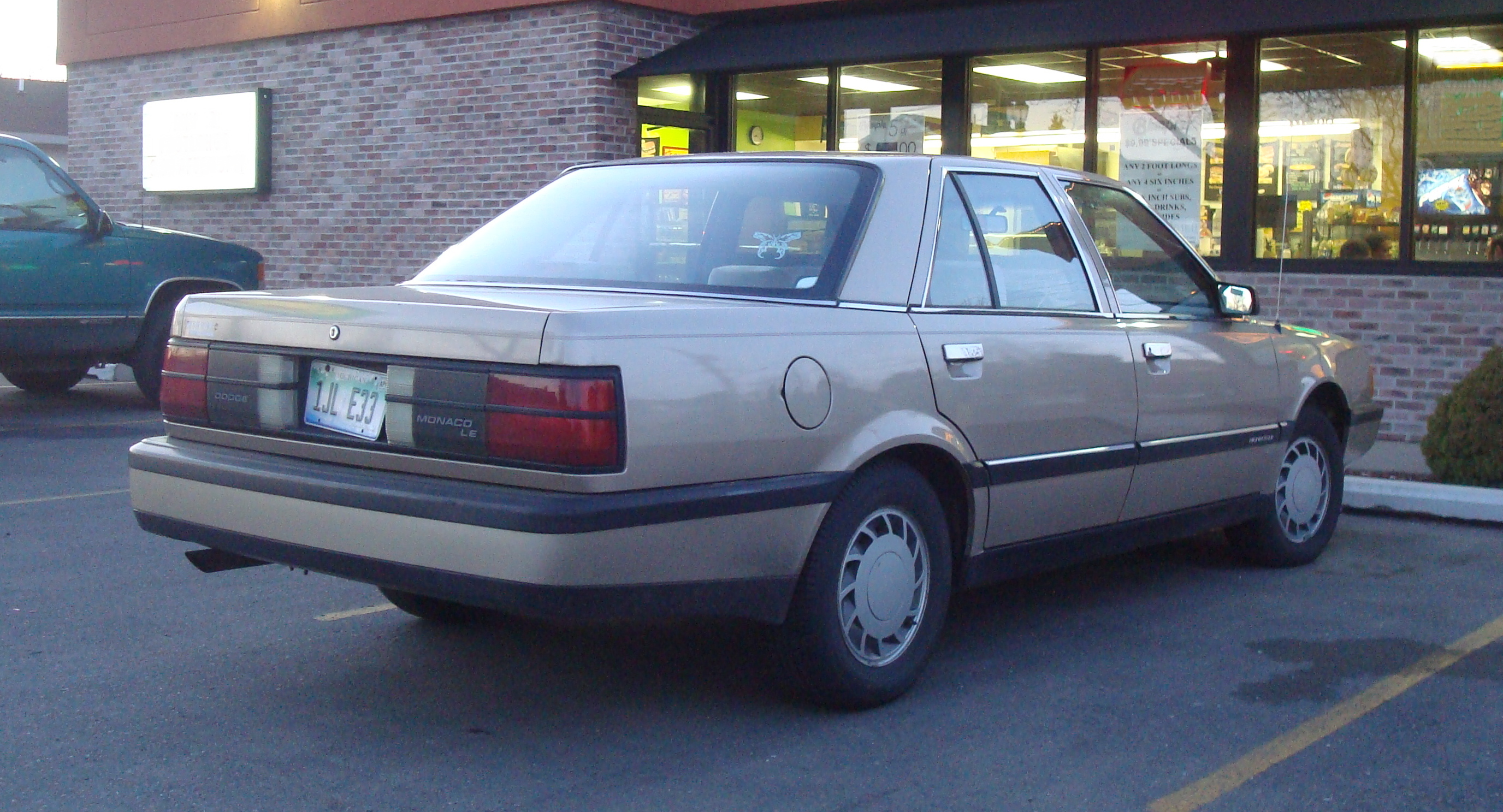
Heckansicht

Nachdem Chrysler 1987 AMC übernommen hatte, schuf es als zusätzliche Sparte die Marke Eagle, die in erster Linie die von AMC übernommenen Jeep-Modelle verkaufte, aber auch Restbestände des AMC Eagle und den noch von AMC in Zusammenarbeit mit Renault konzipierten Renault Premier. Bei diesem handelte es sich um eine mit dem Renault 25 verwandte Frontantriebs-Limousine im Stufenheck-Design von Giorgetto Giugiaro. 
Chrysler entschloss sich, den Premier weiterzuführen, da mit Renault ein gültiger Vertrag über die Abnahme von 260.000 Stück des Dreiliter-PRV-V6 bestand, bei dessen Nichteinhaltung Konventionalstrafen drohten. Daher wurde das nun Eagle Premier genannte Auto zunächst über die Eagle-Händler vertrieben. Da die Absatzzahlen zu wünschen übrig ließen, nahm Dodge ab Anfang 1990 den Premier bei der Marke Dodge ins Programm. Für die Dodge-Variante des Autos wurde die Modellbezeichnung Monaco wiederbelebt, die in den 1960er- und 1970er-Jahren für Full-Size-Cars gestanden hatte. Wegen anhaltender Erfolglosigkeit stellte Chrysler die Fertigung sowohl des Dodge Monaco als auch des Eagle Premier im Dezember 1991 ein. Dennoch fand dieser Wagen in dem Dodge Intrepid mittelbaren einen Nachfolger. Vom Dodge Monaco entstanden in dieser Zeit insgesamt 21.600 Exemplare.

## Modellbeschreibung
Den Monaco gab es ausschließlich als viertürige Limousine mit einem Dreiliter-V6 (der mit dem ansonsten bei Chrysler verwendeten Mitsubishi-Dreiliter nichts gemein hatte) in den Ausstattungsstufen LE und ES, grundsätzlich mit Viergangautomatik. Vom Eagle Premier unterschied er sich lediglich in Details, namentlich dem Kühlergrill.